# Ergun
Ergun (tiếng Trung: 额尔古纳市; bính âm: É'ěrgǔnà Shì, Hán Việt: Ngạch Nhĩ Cổ Nạp thị; tiếng Mông Cổ: Эргүн, Ergün), trước đây là kỳ Ergun Hữu (tiếng Mông Cổ: ᠡᠷᠬᠥᠨ᠎ᠠ ᠬᠣᠲᠠ Эргүнэ хот; tiếng Trung: 额尔古纳右旗; bính âm: E'erguna You Qi), là một thành phố cấp huyện của địa cấp thị Hulunbuir (Hô Luân Bối Nhĩ), khu tự trị Nội Mông Cổ, Trung Quốc. Thành phố có diện tích 28.400 km² trên bờ hữu (đông nam) của sông Argun, là ranh giới tự nhiên với vùng Zabaykalsky của Nga.
Năm 2006, dân số của thành phố là 85.162 người. Trong đó,
- Người Hán: 64.591 người
- Người Mông Cổ: 7.294 người
- Người Nga: 2.468 người
- Khác 10.809

## Khí hậu
| Dữ liệu khí hậu của Ergun (1981−2010)   | Dữ liệu khí hậu của Ergun (1981−2010) | Dữ liệu khí hậu của Ergun (1981−2010) | Dữ liệu khí hậu của Ergun (1981−2010) | Dữ liệu khí hậu của Ergun (1981−2010) | Dữ liệu khí hậu của Ergun (1981−2010) | Dữ liệu khí hậu của Ergun (1981−2010) | Dữ liệu khí hậu của Ergun (1981−2010) | Dữ liệu khí hậu của Ergun (1981−2010) | Dữ liệu khí hậu của Ergun (1981−2010) | Dữ liệu khí hậu của Ergun (1981−2010) | Dữ liệu khí hậu của Ergun (1981−2010) | Dữ liệu khí hậu của Ergun (1981−2010) | Dữ liệu khí hậu của Ergun (1981−2010) |
| Tháng                                   | 1                                     | 2                                     | 3                                     | 4                                     | 5                                     | 6                                     | 7                                     | 8                                     | 9                                     | 10                                    | 11                                    | 12                                    | Năm                                   |
| --------------------------------------- | ------------------------------------- | ------------------------------------- | ------------------------------------- | ------------------------------------- | ------------------------------------- | ------------------------------------- | ------------------------------------- | ------------------------------------- | ------------------------------------- | ------------------------------------- | ------------------------------------- | ------------------------------------- | ------------------------------------- |
| Cao kỉ lục °C (°F)                      | −2.1 (28.2)                           | 2.4 (36.3)                            | 17.1 (62.8)                           | 28.4 (83.1)                           | 35.2 (95.4)                           | 39.0 (102.2)                          | 37.9 (100.2)                          | 35.2 (95.4)                           | 33.4 (92.1)                           | 26.0 (78.8)                           | 11.8 (53.2)                           | −1.0 (30.2)                           | 39.0 (102.2)                          |
| Trung bình ngày tối đa °C (°F)          | −21.4 (−6.5)                          | −15.1 (4.8)                           | −4.1 (24.6)                           | 9.4 (48.9)                            | 18.6 (65.5)                           | 24.4 (75.9)                           | 25.8 (78.4)                           | 23.8 (74.8)                           | 17.4 (63.3)                           | 7.4 (45.3)                            | −7.4 (18.7)                           | −18.7 (−1.7)                          | 5.0 (41.0)                            |
| Trung bình ngày °C (°F)                 | −27.8 (−18.0)                         | −23.1 (−9.6)                          | −11.7 (10.9)                          | 2.2 (36.0)                            | 11.0 (51.8)                           | 17.3 (63.1)                           | 19.6 (67.3)                           | 17.3 (63.1)                           | 9.7 (49.5)                            | 0.0 (32.0)                            | −14.0 (6.8)                           | −24.6 (−12.3)                         | −2.0 (28.4)                           |
| Tối thiểu trung bình ngày °C (°F)       | −32.9 (−27.2)                         | −29.4 (−20.9)                         | −19.0 (−2.2)                          | −4.6 (23.7)                           | 2.7 (36.9)                            | 9.8 (49.6)                            | 13.4 (56.1)                           | 11.2 (52.2)                           | 3.1 (37.6)                            | −5.9 (21.4)                           | −19.3 (−2.7)                          | −29.3 (−20.7)                         | −8.3 (17.0)                           |
| Thấp kỉ lục °C (°F)                     | −45.4 (−49.7)                         | −44.0 (−47.2)                         | −36.7 (−34.1)                         | −20.5 (−4.9)                          | −10.7 (12.7)                          | −0.8 (30.6)                           | 3.5 (38.3)                            | −0.2 (31.6)                           | −10.3 (13.5)                          | −21.1 (−6.0)                          | −41.3 (−42.3)                         | −44.5 (−48.1)                         | −45.4 (−49.7)                         |
| Lượng Giáng thủy trung bình mm (inches) | 5.1 (0.20)                            | 3.4 (0.13)                            | 5.4 (0.21)                            | 11.7 (0.46)                           | 18.0 (0.71)                           | 61.9 (2.44)                           | 100.3 (3.95)                          | 92.2 (3.63)                           | 32.9 (1.30)                           | 16.5 (0.65)                           | 7.1 (0.28)                            | 6.9 (0.27)                            | 361.4 (14.23)                         |
| Độ ẩm tương đối trung bình (%)          | 74                                    | 73                                    | 67                                    | 52                                    | 45                                    | 61                                    | 72                                    | 73                                    | 66                                    | 62                                    | 72                                    | 76                                    | 66                                    |
| Nguồn:                                  |                                       |                                       |                                       |                                       |                                       |                                       |                                       |                                       |                                       |                                       |                                       |                                       |                                       |